# Kourouninkoto
Kourouninkoto is een stad (commune urbaine) en gemeente (commune) in de regio Kayes in Mali. De gemeente telt 5500 inwoners (2009).